# Ushiku Daibutsu
A Ushiku Daibutsu ( 牛久大仏? ), localizada em Ushiku, Ibaraki, Japão, é uma das estátuas mais altas do mundo, sendo feita de bronze. Foi concluída em 1993, destaca-se com um total de 120 metros de altura, incluindo a 10m da base e a plataforma de 10m de altura do lótus. Um elevador leva os visitantes até 85m de altura, onde um piso de observação está localizado. Ela retrata o Amitaba Buda. Ela também é conhecida como Ushiku Arcadia. Foi construída para comemorar o nascimento de Shinran, fundador do Jodo Shinshu ou "Verdadeira Escola da Terra Pura" um dos ramos do Budismo.